# Art of Trance
Art of Trance est un artiste de musique trance anglais du milieu des années 1990. C'est en fait le nom de scène que s'est donné Simon Berry dans son projet de trance en solo. C'est aussi le créateur du label Platipus Records. Il fait aussi partie du duo de Union Jack avec Claudio Giussani.
Art of Trance est réputé pour l'usage de sons naturels dans ses samples (chants d'oiseaux, ruisseaux…).
À partir de 2018, Simon Berry sort de nouveaux titres sous son propre nom.

## Discographie

### Singles
- 1993 'Vicious Circles' (sous le pseudonyme de Poltergeist)
- 1993 'Cambodia'
- 1993 'Deeper Than Deep'
- 1993 'Gloria'
- 1993 'The Colours'
- 1995 'Octopus/Orange'
- 1996 'Wildlife On One'
- 1997 'Kaleidoscope'
- 1998 'Madagasga'
- 1999 'Breath'
- 1999 'Easter Island'
- 1999 'Madagascar'
- 2000 'Vicious Circles' (sous le pseudonyme de Vicious Circles)
- 2000 'Monsoon'
- 2001 'Killamanjaro'
- 2002 'Love Washes Over'
- 2004 'Mongoose'
- 2004 'Turkish Bizzare'
- 2005 'Madagascar/Monsoon
- 2006 'Persia'
- 2009 'Madagascar 2009'
- 2009 'Swarm'
- 2016 'Ultrafoxx'
- 2016 'Firebird'
- 2017 'Curve Bender'
- 2017 'Before The Storm'
- 2018 'Pukwudgie' (avec Luke Brancaccio)
- 2019 'Black rainbow'
- 2019 'Believe' (avec Luke Brancaccio)
- 2019 'Stripes & Stars' (avec Luke Brancaccio)
- 2019 'Anaconda'
- 2019 'Here Comes The Rain' (avec Luke Brancaccio Feat. Kiki Cave)
- 2020 'Rogue Planet'
- 2020 'Pangolin'
- 2020 'Martian Sunrise'
- 2020 'Maelström'
- 2021 'Meow Miaou'

### Albums
- 1996 Wildlife On One
- 1999 Voice of Earth
- 2009 Retrospective

### Remixes
- 1993 Art of Trance - 'Deeper Than Deep' (sous le pseudonyme de Poltergeist)
- 1994 Velocity - 'Lust'
- 1998 The Young Braves - 'Warriors Groove' (sous le pseudonyme de Poltergeist)
- 1999 Quietman - 'Tranquil'
- 1999 Yello vs. Hardfloor - 'Vicious Games'
- 2001 Moogwai - 'The Labyrinth' (sous le pseudonyme de Vicious Circles)
- 2002 Indiana - 'Do You Hear Me?'
- 2002 John Occlusion vs. Johen - 'Psycho Drums'
- 2003 Jan Johnston - 'Calling Your Name'
- 2004 Tekara - 'Wanna Be An Angel'
- 2011 Steve Jablonsky - 'Arrival To Earth' (avec Exist & Arjen van der Hoek)